# Pseudohydromys musseri
Pseudohydromys musseri är en däggdjursart som beskrevs av Tim Flannery 1989. Pseudohydromys musseri ingår i släktet Pseudohydromys och familjen råttdjur. IUCN kategoriserar arten globalt som otillräckligt studerad. Inga underarter finns listade i Catalogue of Life.
Artepitetet i det vetenskapliga namnet hedrar zoologen Archbold Musser.
Denna gnagare är bara känd från en mindre region på norra Nya Guinea. Den hittades där vid 1350 meter över havet i fuktiga skogar.